# Okręg olicki
Okręg olicki (lit. Alytaus apskritis) – jeden z dziesięciu okręgów Litwy, położony w południowej części kraju przy granicy z Polską i Białorusią. Stolicą okręgu jest miasto Olita.
- Powierzchnia: 5425 km²
- Ludność: 158 571 osób
- Gęstość zaludnienia: 29,3 osób/km²

## Podział administracyjny
Okręg dzieli się na 5 rejonów:
- Olita (rejon miejski) (miasto Olita)
- Rejon olicki (stol. Olita)
- Rejon druskienicki (stol. Druskieniki)
- Rejon łoździejski (stol. Łoździeje)
- Rejon orański (stol. Orany)

W okręgu znajduje się 7 miast i 1171 wsi.

## Miasta
W okręgu jest 7 miast, spośród których największe to:
1. Olita (Alytus)
2. Druskieniki (Druskininkai)
3. Orany (Varėna)
4. Łoździeje (Lazdijai)
5. Simno (Simnas)